# Фінал Кубка Стенлі 2010

Логотип

Фінал Кубка Стенлі 2010 (англ. Stanley Cup Finals) — 117-й загалом фінал Кубка Стенлі та сезону 2009-2010 у НХЛ між командами Чикаго Блекгокс та Філадельфія Флайєрс. Фінальна серія стартувала 29 травня в Чикаго, а фінішувала 9 червня у Філадельфії. 
У регулярному чемпіонаті чикагці фінішували другими в Західній конференції набравши 112 очок, а філадельфійці посіли лише сьоме місце в Східній конференції.
Це був шостий фінал (з моменту останньої перемоги у фіналі) для «Флайєрс» та п'ятий після останньої перемоги у 1961 для «Блекгокс».
У фінальній серії перемогу здобули «Чикаго Блекгокс» 4:2. Приз Кона Сміта (найкращого гравця фінальної серії) отримав Джонатан Тейвз («Чикаго Блекгокс»).

## Шлях до фіналу
| Східна конференція      |          |                    |                   |                                   |
| Стадія                  | Суперник | Суперник           | Загальний рахунок | Результати матчів                 |
| Чвертьфінал конференції | 2        | Нью-Джерсі Девілс  | 4 : 1             | 2:1, 3:5, 3:2, 4:1, 3:0           |
| Півфінал конференції    | 6        | Бостон Брюїнс      | 4 : 3             | 4:5, 2:3, 1:4, 5:4, 4:0, 2:1, 4:3 |
| Фінал конференції       | 8        | Монреаль Канадієнс | 4 : 1             | 6:0, 3:0, 1:5, 3:0, 4:2           |

| Західна конференція     |          |                   |                   |                              |
| Стадія                  | Суперник | Суперник          | Загальний рахунок | Результати матчів            |
| Чвертьфінал конференції | 7        | Нашвілл Предаторс | 4 : 2             | 1:4, 2:0, 1:4, 3:0, 5:4, 5:3 |
| Півфінал конференції    | 3        | Ванкувер Канакс   | 4 : 2             | 1:5, 4:2, 5:2, 7:4, 1:4, 5:1 |
| Фінал конференції       | 1        | Сан-Хосе Шаркс    | 4 : 0             | 2:1, 4:2, 3:2, 4:2           |

## Арени
| Чикаго            | Філадельфія       |
| ----------------- | ----------------- |
| Юнайтед-центр     | Ваковія Центр     |
| Місткість: 19 717 | Місткість: 19 519 |
|                   |                   |

## Серія
| 29 травня 2010 |

| Чикаго Блекгокс                                                                              | 6–5      | Філадельфія Флайєрс                                                     |
| -------------------------------------------------------------------------------------------- | -------- | ----------------------------------------------------------------------- |
| Брауер — 07:46 Болланд — 11:50 Шарп — 21:11 Верстіг — 29:31 Брауер — 35:18 Копецький - 48:25 | Протокол | 06:38 — Лейно 16:37 — Гартнелл 19:33 - Брієр 27:20 - Беттс 38:49 - Ешем |

| «Юнайтед-центр» (Чикаго) Глядачів: 22.312 Арбітр: Білл Маккрірі Ден О’Геллоран |

| 31 травня 2010 |

| Чикаго Блекгокс            | 2–1      | Філадельфія Флайєрс |
| -------------------------- | -------- | ------------------- |
| Госса — 37:09 Ігер — 37:37 | Протокол | 45:20 — Сімон Ганьє |

| «Юнайтед-центр» (Чикаго) Глядачів: 22.312 Арбітр: Келлі Сазерленд Стівен Валком |

| 2 червня 2010 |

| Філадельфія Флайєрс                                       | 4–3 (ОТ) | Чикаго Блекгокс                        |
| --------------------------------------------------------- | -------- | -------------------------------------- |
| Брієр — 14:58 Гартнелл — 29:55 Лейно — 43:10 Жіру — 65:59 | Протокол | 22:49 — Кіт 37:52 — Сопел 42:50 — Кейн |

| «Ваковія Центр» (Філадельфія) Глядачів: 20.297 Арбітр: Білл Маккрірі Ден О’Геллоран |

| 4 червня 2010 |

| Філадельфія Флайєрс                                                    | 5–3      | Чикаго Блекгокс                               |
| ---------------------------------------------------------------------- | -------- | --------------------------------------------- |
| Річардс — 04:35 Карл — 14:48 Жіру — 19:23 Лейно — 46:43 Картер — 59:35 | Протокол | 18:32 — Шарп 52:01 — Болланд 55:50 — Кемпбелл |

| «Ваковія Центр» (Філадельфія) Глядачів: 20.304 Арбітр: Келлі Сазерленд Стівен Валком |

| 6 червня 2010 |

| Чикаго Блекгокс                                                                                        | 7–4      | Філадельфія Флайєрс                                                       |
| --- | -------- | ------------------------------------------------------------------------- |
| Сібрук — 12:17 Болланд — 15:26 Верстіг — 18:15 Кейн — 23:13 Бафлін — 35:45 Шарп — 56:08 Бафлін — 57:55 | Протокол | 20:32 — Гартнелл 24:38 — Тімонен 46:36 — ван Рімсдайк 57:24 — Сімон Ганьє |

| «Юнайтед-центр» (Чикаго) Глядачів: 22.305 Арбітр: Білл Маккрірі Ден О’Геллоран |

| 9 червня 2010 |

| Філадельфія Флайєрс                             | 3–4 (ОТ) | Чикаго Блекгокс                                       |
| ----------------------------------------------- | -------- | ----------------------------------------------------- |
| Гартнелл — 19:33 Брієр — 28:00 Гартнелл — 56:01 | Протокол | 16:49 — Бафлін 29:58 — Шарп 37:43 — Ледд 64:10 — Кейн |

| «Ваковія Центр» (Філадельфія) Глядачів: 20.327 Арбітр: Келлі Сазерленд Стівен Валком |

| Володар Кубка Стенлі 2010       |
| ------------------------------- |
| Чикаго Блекгокс четвертий титул |

### Володар  Кубка Стенлі
| Володар Кубка Стенлі | Воротарі: Антті Ніємі (31), Крістобаль Юе (39). Захисники: Данкан Кіт А (2), Ніклас Яльмарссон (4), Брент Сопел (5), Джордан Гендрі (6), Брент Сібрук (7), Нік Бойнтон (24), Браян Кемпбелл (51) Нападники: Патрік Шарп А (10), Джон Медден (11), Ендрю Ледд (16), Джонатан Тейвз C (19), Трой Брауер (22), Кріс Верстіг (32), Дастін Бафлін (33), Дейв Болланд (36), Адам Буріш (37), Колін Фрейзер (46), Бен Ігер (55), Маріан Госса (81), Томаш Копецький (82), Патрік Кейн (88). Генеральний менеджер: Стен Боумен. Головний тренер: Джоель Кенневілль |